# پارک ملی یاسموند
یاسموند ناتسیونال پارک (به آلمانی: Nationalpark Jasmund) یک منطقهٔ مسکونی در آلمان است که در فرپومرن-روگن واقع شده‌است.

## نگارخانه

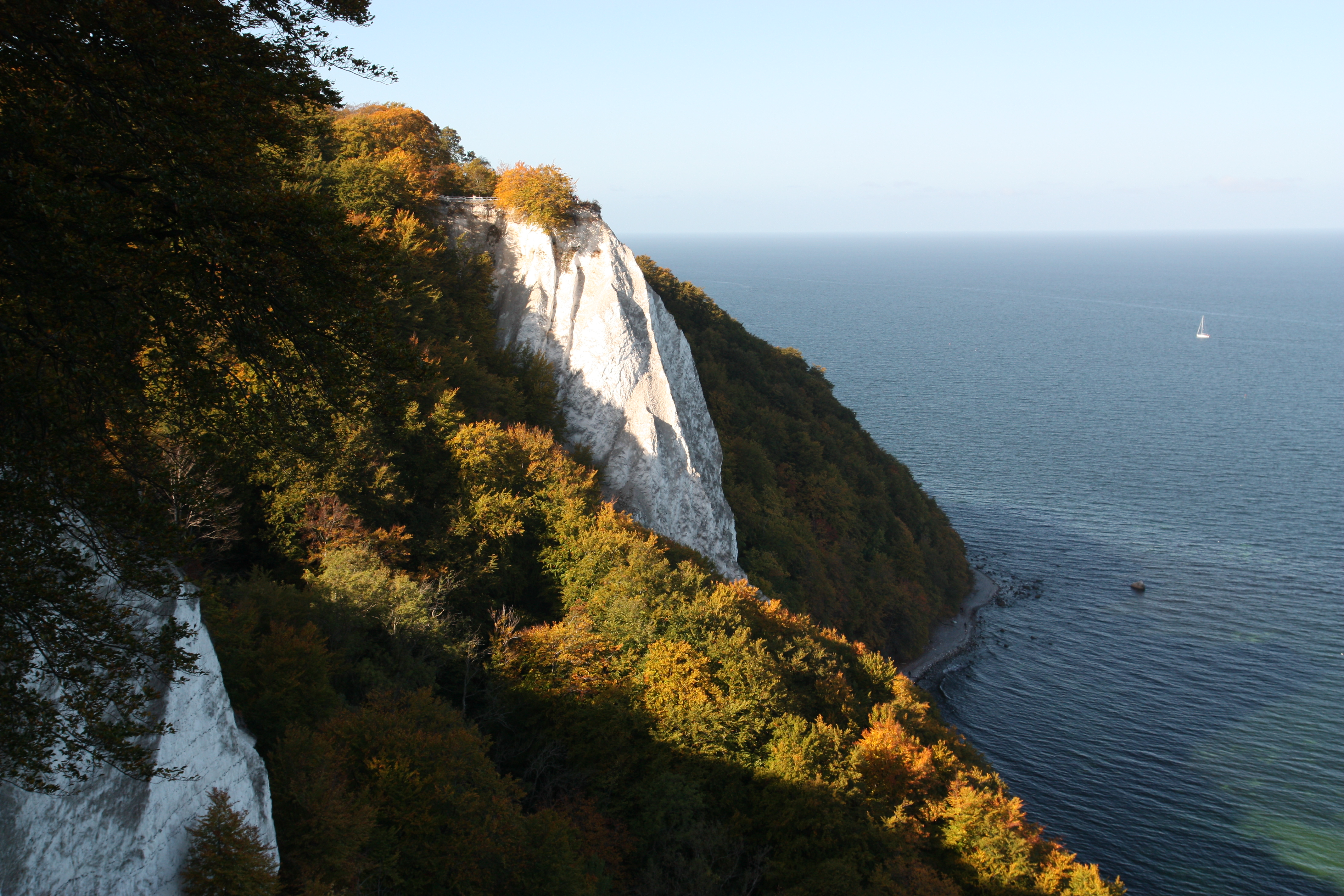
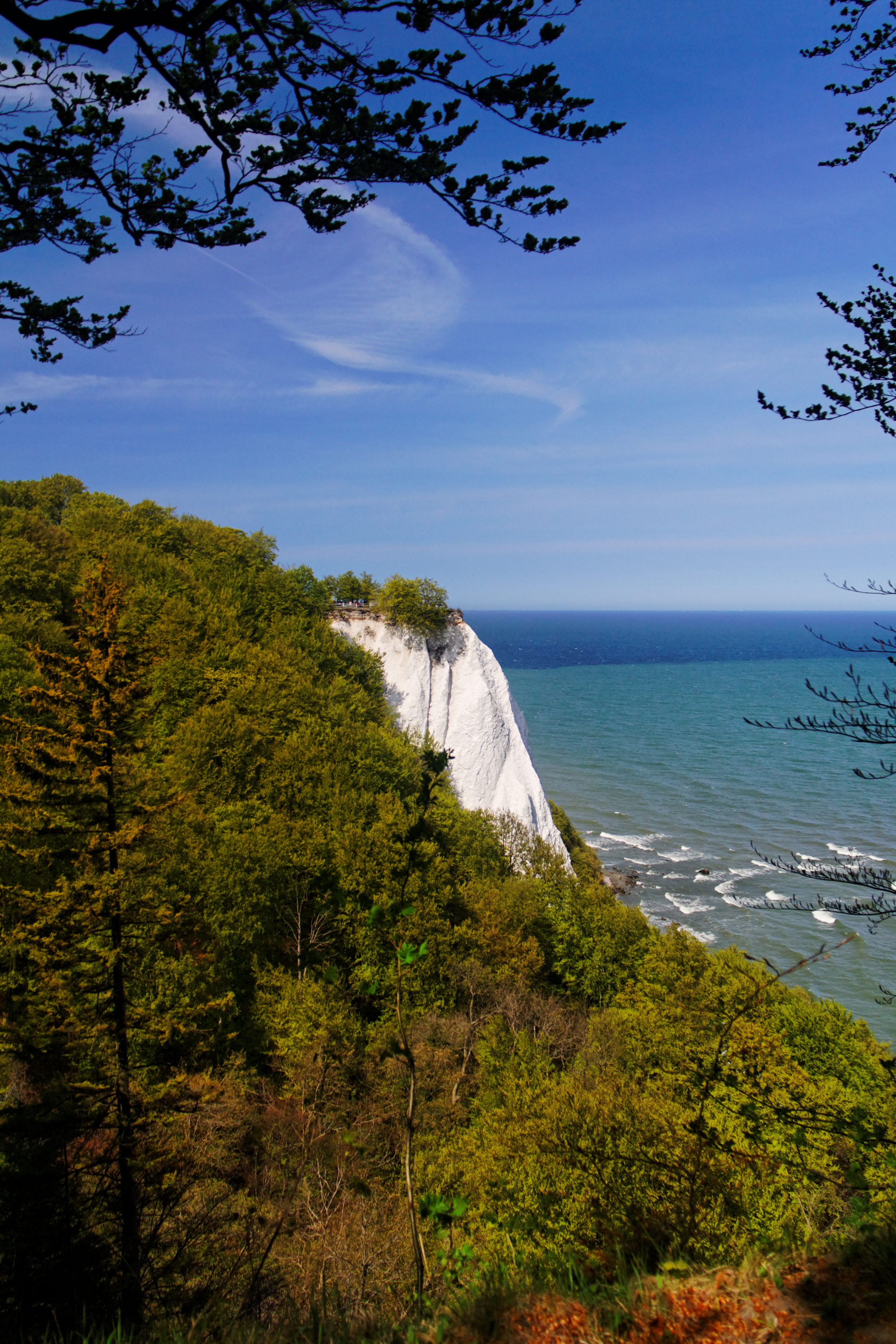
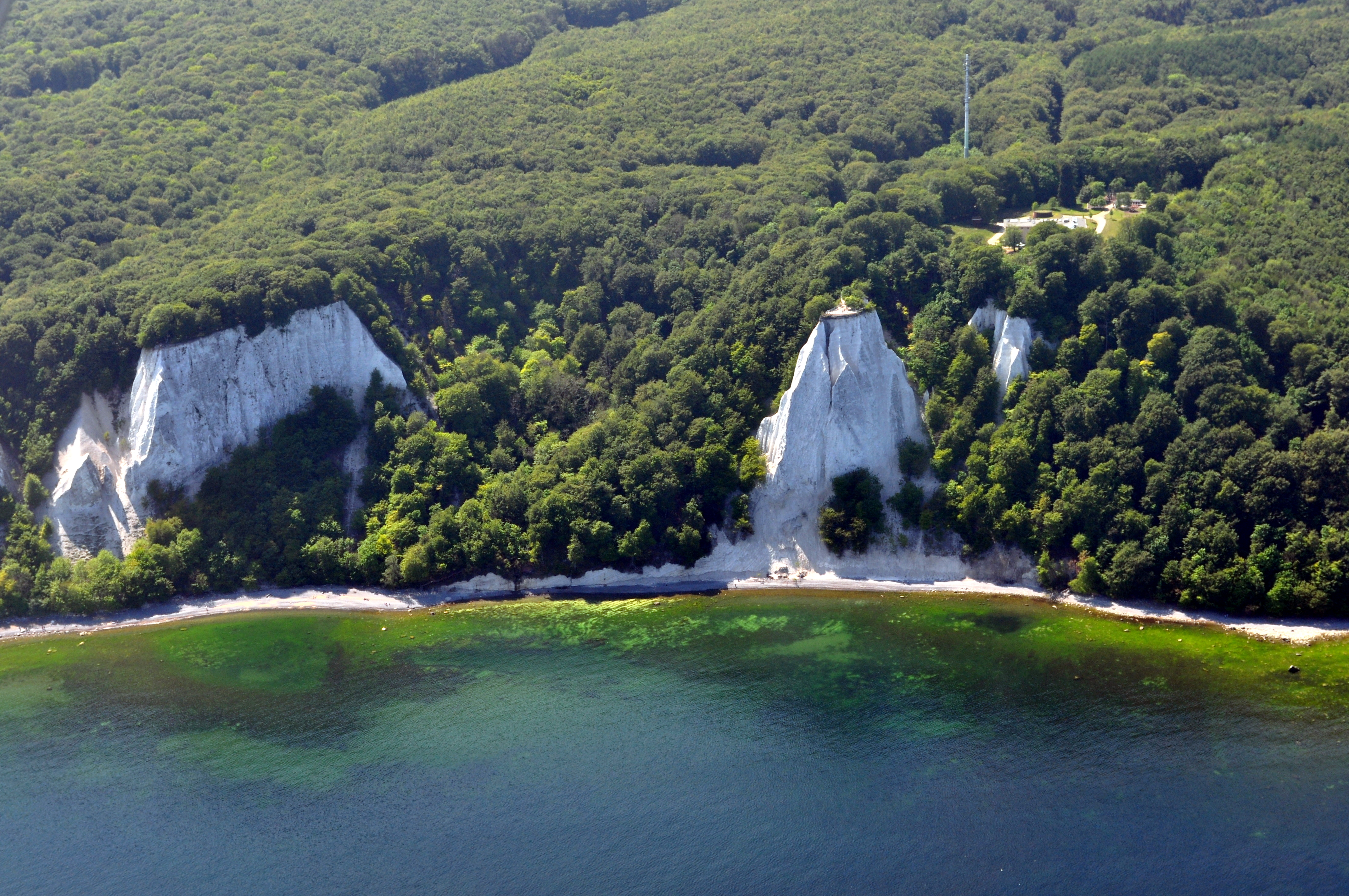
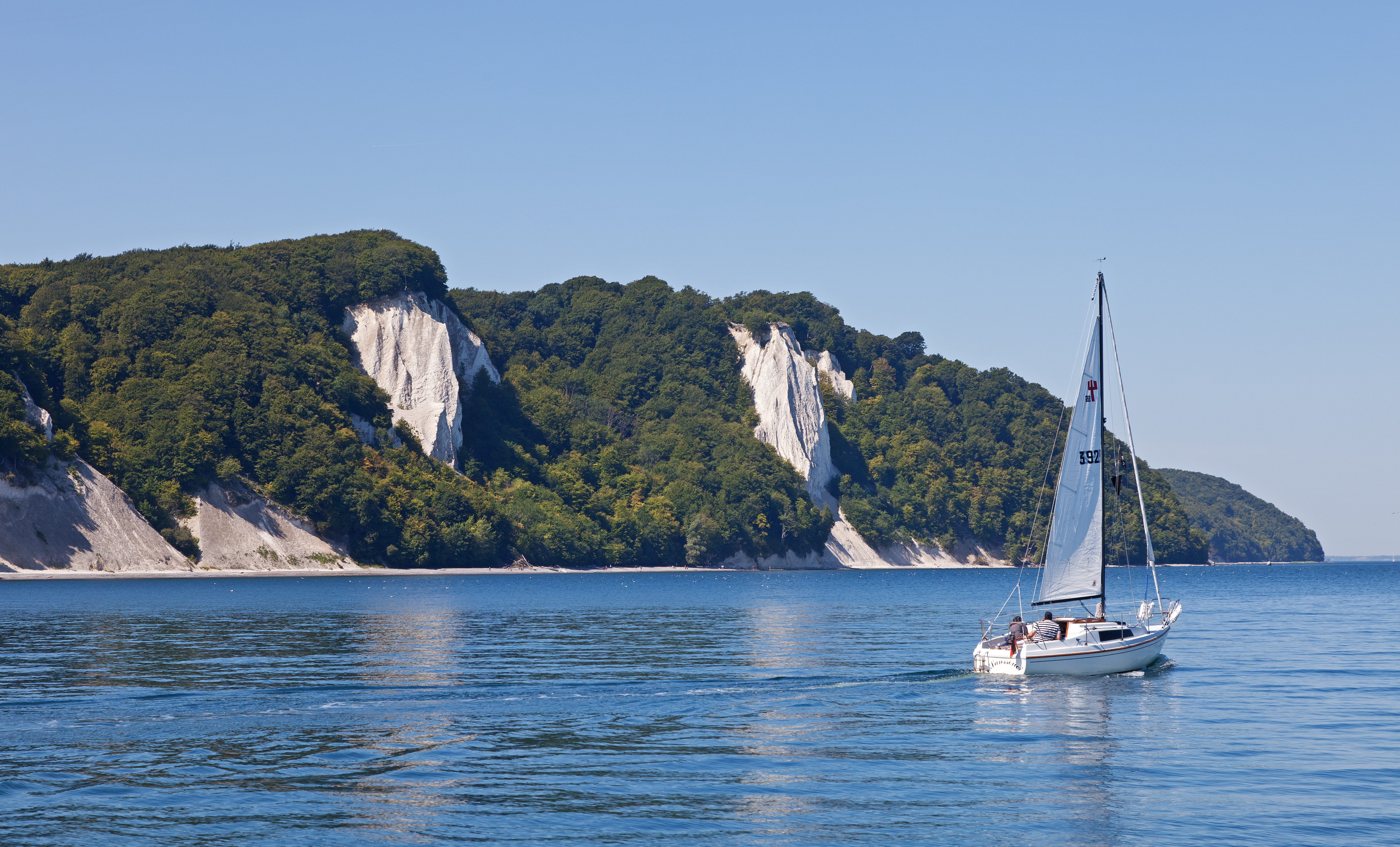
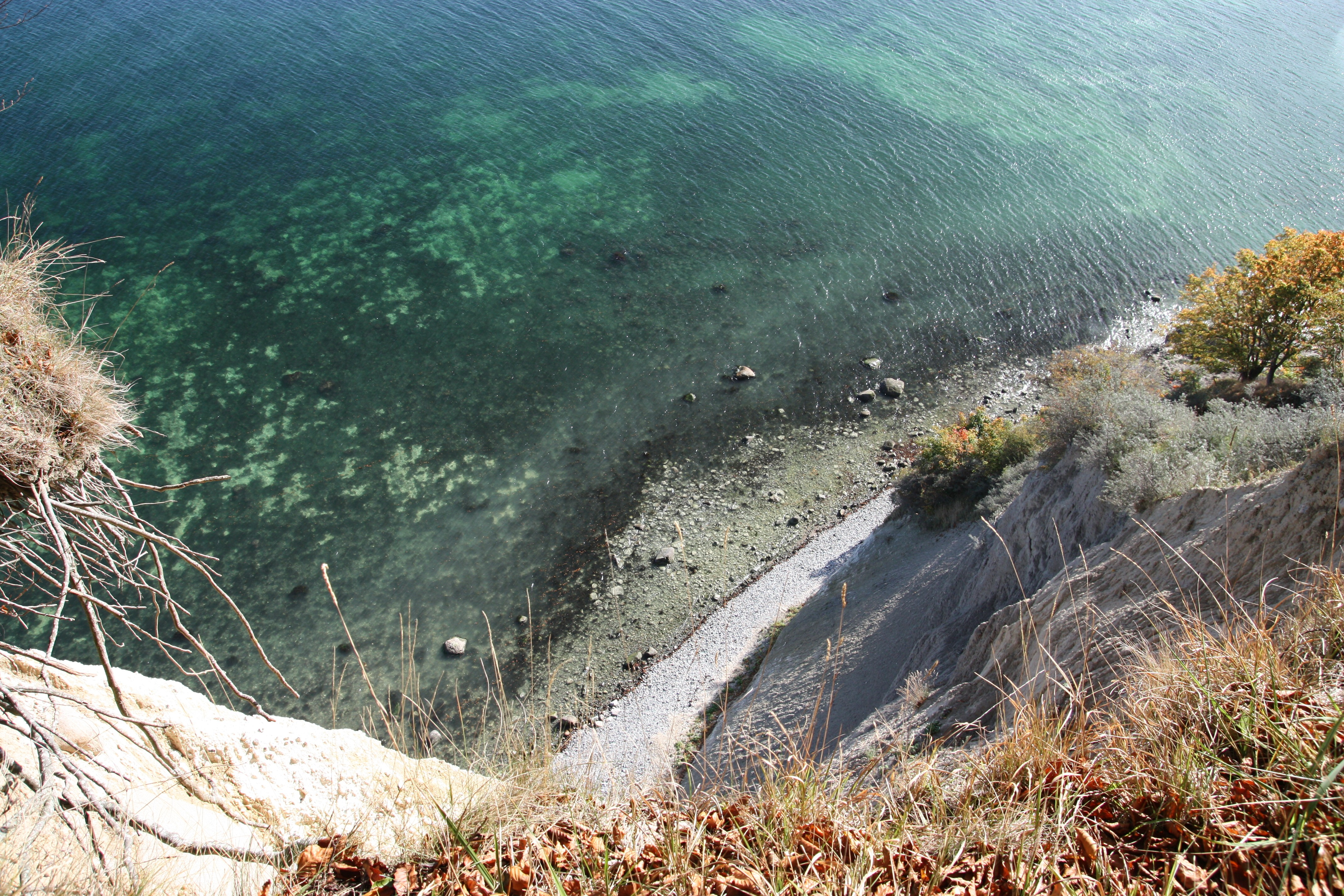
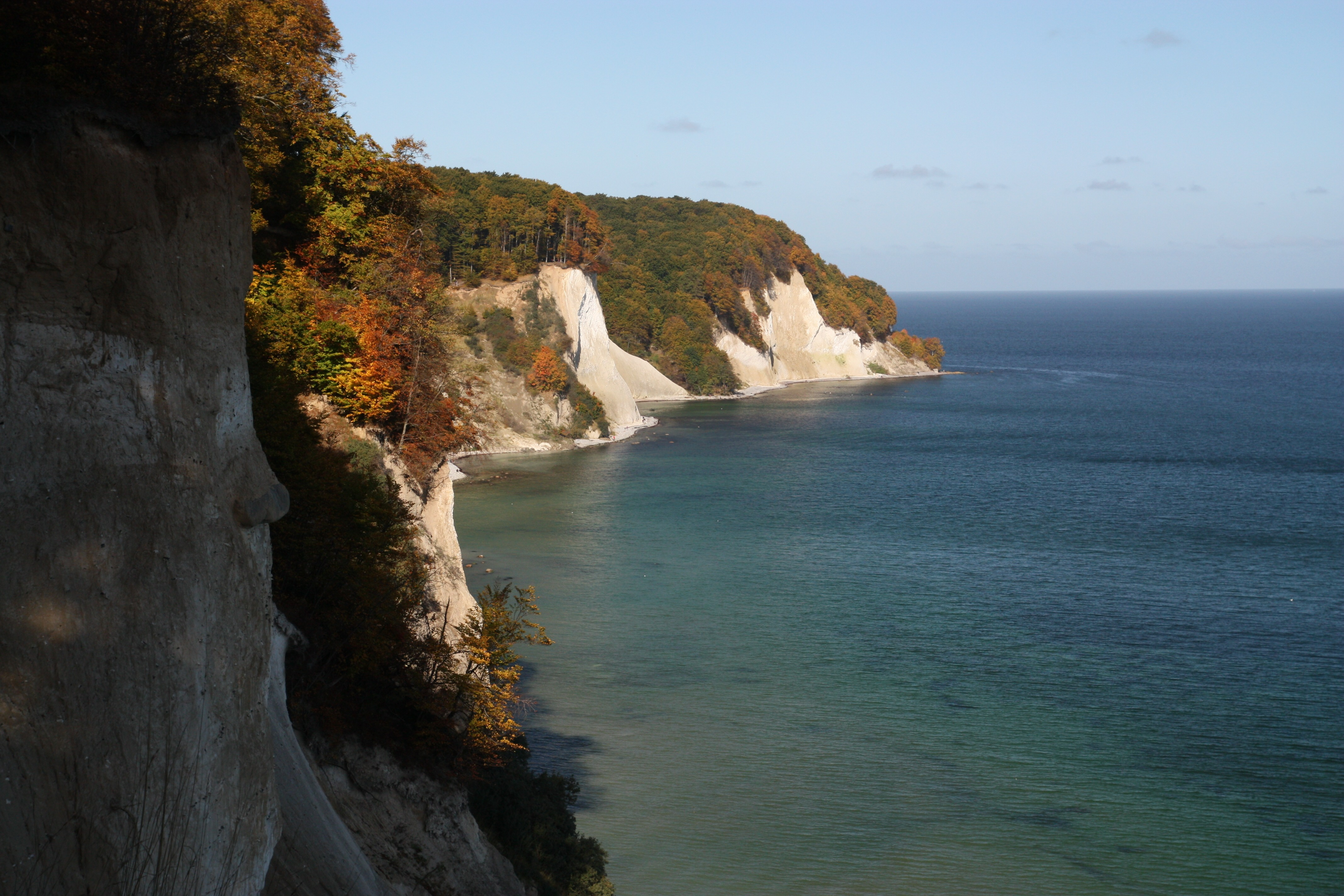
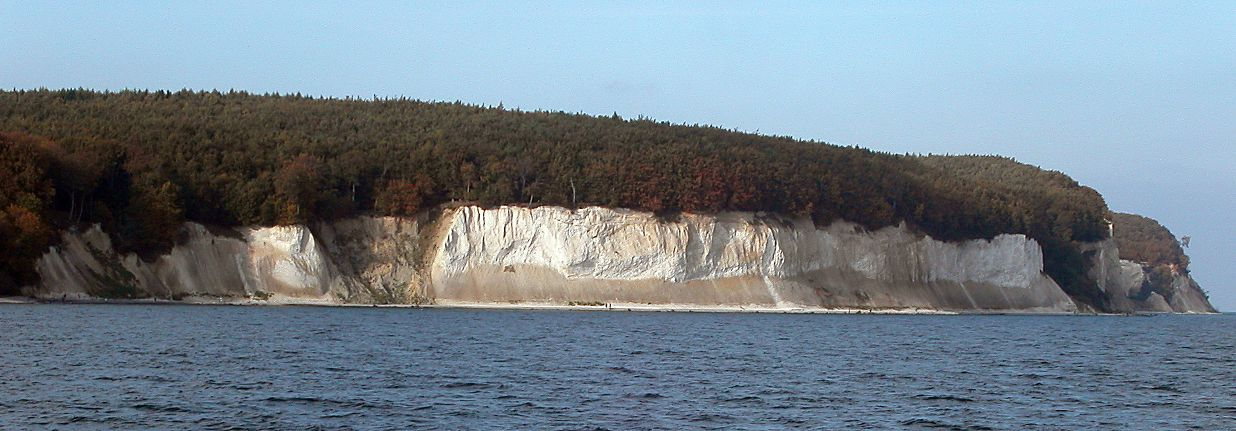
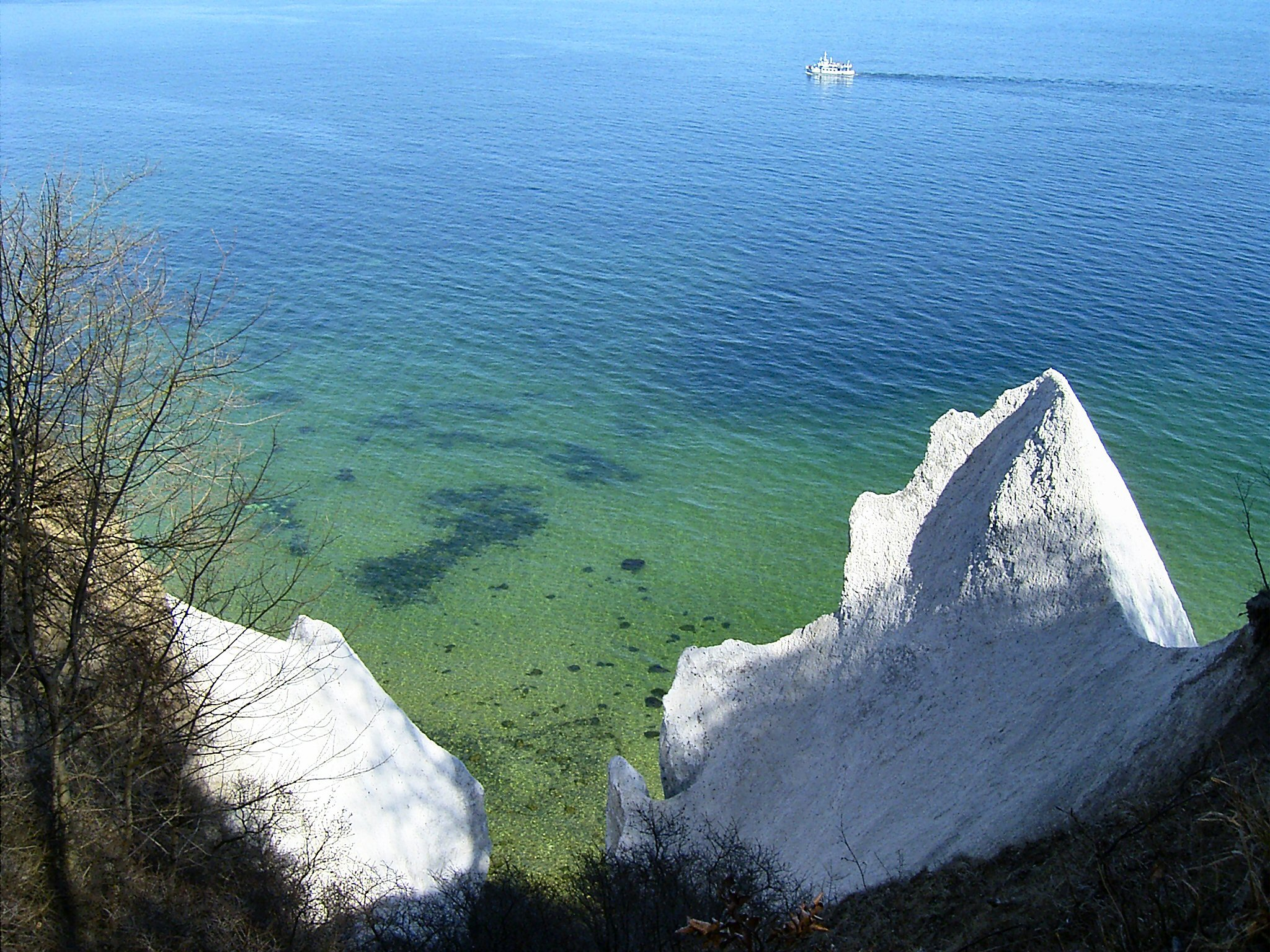
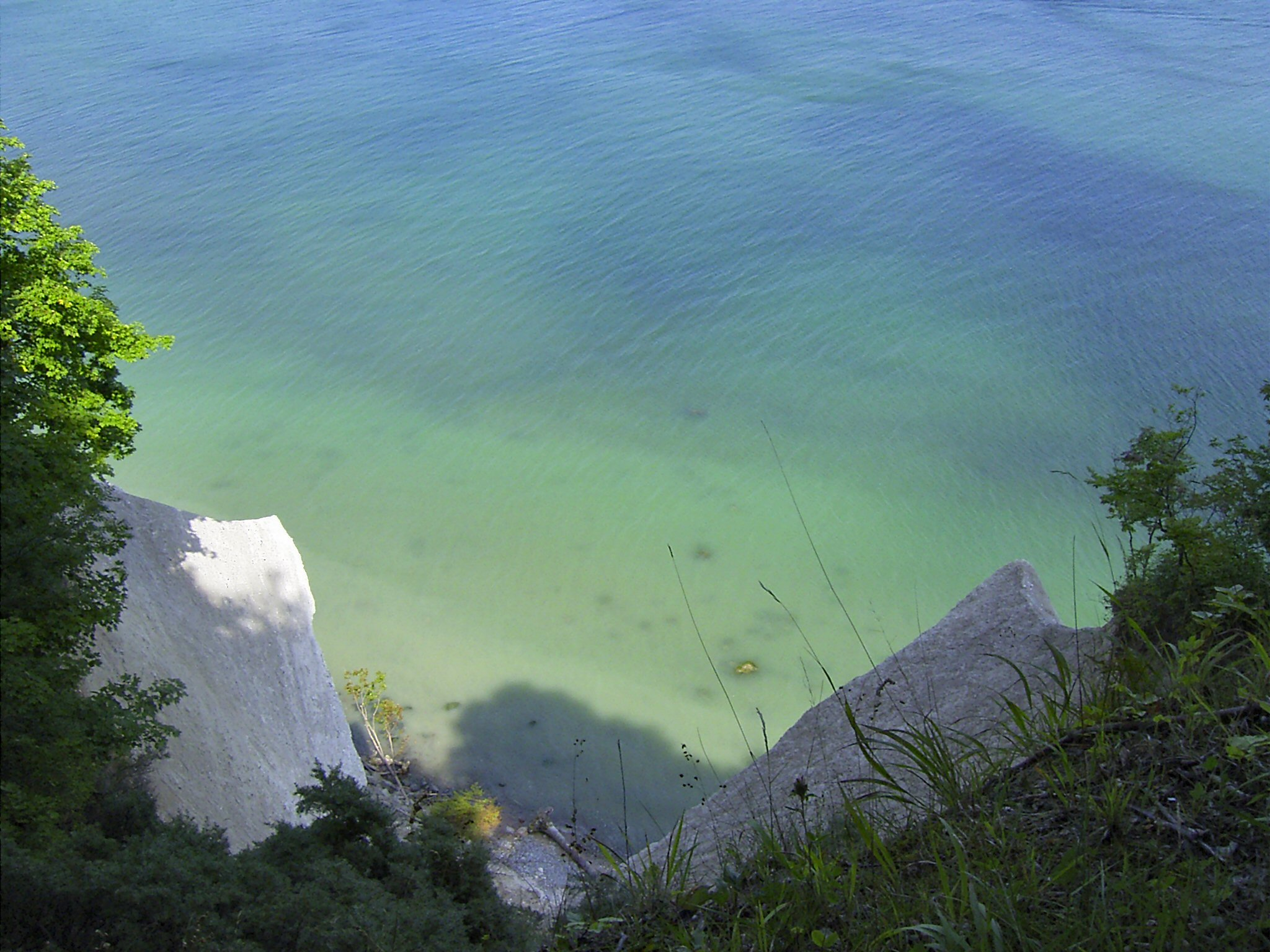
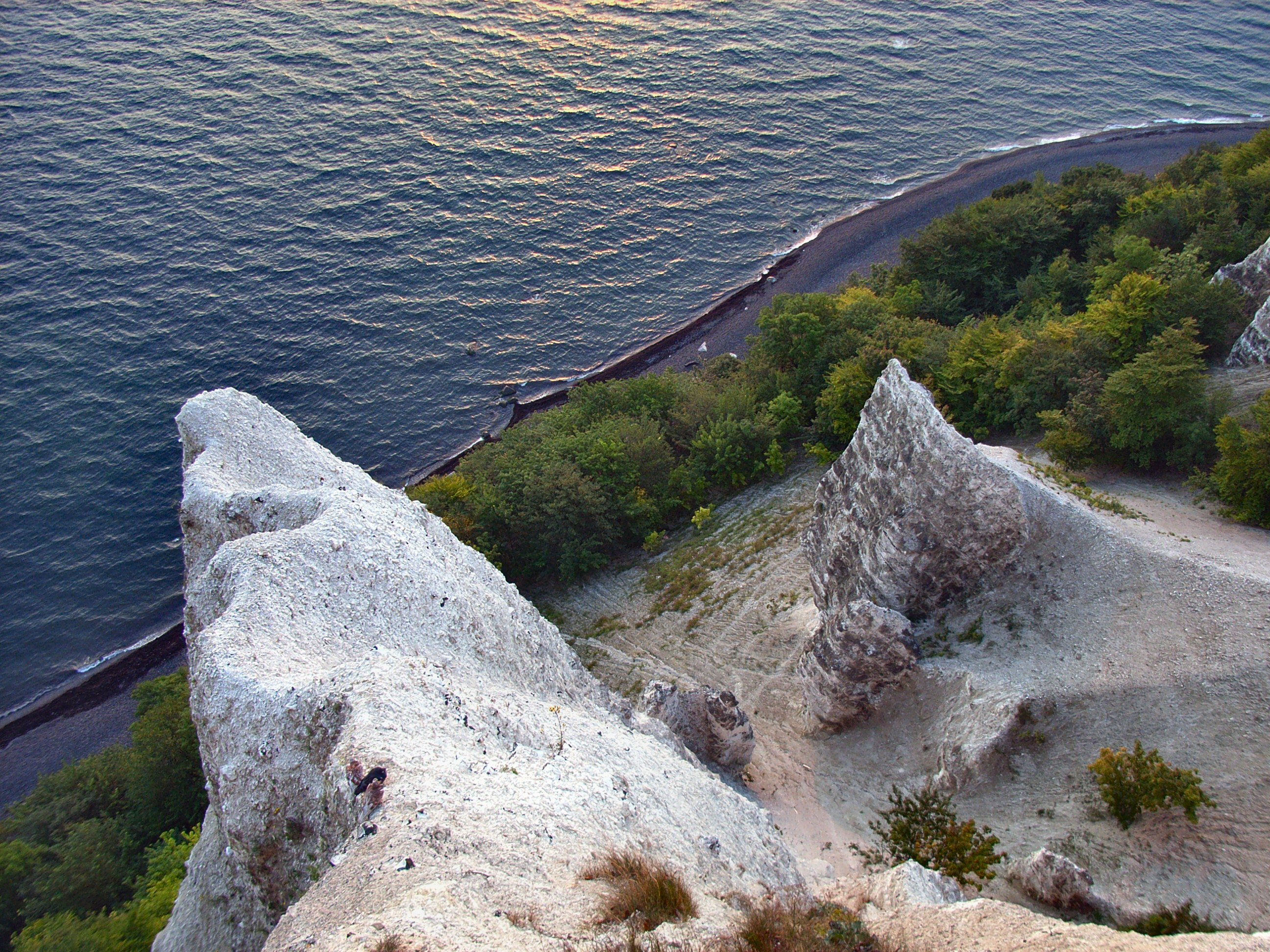
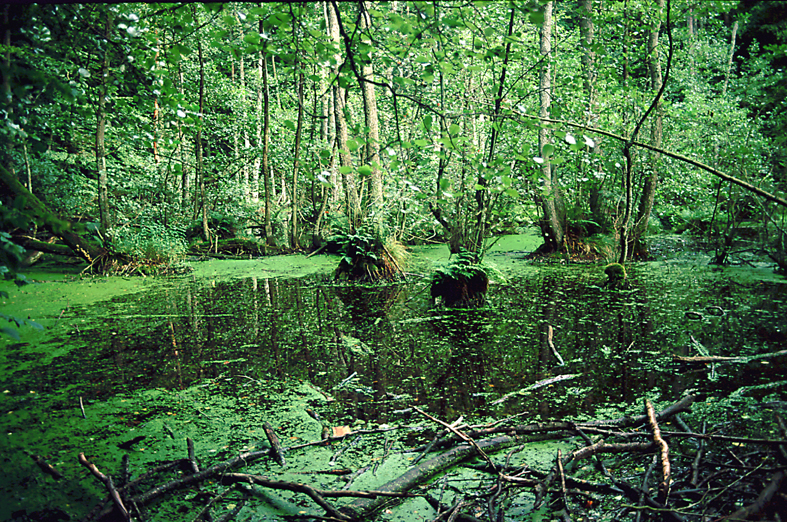
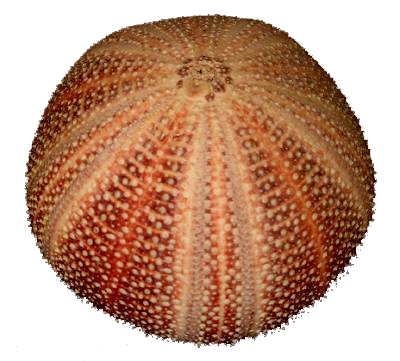